# ستيفن توماس ونايت
ستيفن توماس ونايت (بالإنجليزية: Stephen Thomas Knight)‏ هو أستاذ جامعي بريطاني، ولد في 21 سبتمبر 1940.

## وصلات خارجية
- ستيفن توماس ونايت على موقع IMDb (الإنجليزية)